# Grand Prix SAR La Princesse Lalla Meryem 2006
Il Grand Prix SAR La Princesse Lalla Meryem 2006 è stato un torneo di tennis giocato sulla terra rossa. È stata la 6ª edizione del Grand Prix SAR La Princesse Lalla Meryem, che fa parte della categoria Tier IV nell'ambito del WTA Tour 2006. Si è giocato a Rabat in Marocco, dal 15 al 21 maggio 2006.

## Campioni

### Singolare
Meghann Shaughnessy ha battuto in finale  Martina Suchá con il punteggio di 6–2, 3–6, 6–3

### Doppio
Yan Zi /  Zheng Jie hanno battuto in finale  Ashley Harkleroad /  Bethanie Mattek con il punteggio di 6–1, 6–3